# Cafe Intime
Cafe Intime er en restauration/værtshus i Allégade nr. 25 i Frederiksberg. Cafeen kan i Frederiksbergs Stadsarkiv spores helt tilbage til starten af 1920'erne, hvor navnet var Vinrestaurationen "Intime".
Det er en restauration i teatercafestilen med pianist, levende optræden og boheme-agtig indretning. Tidligere var her privatlivssikrende båse, der sikrede, at kun bartenderen kunne følge med i det liv, der måtte udspille sig ved de enkelte borde. Netop derfor, og måske også på grund af det underjordiske offentlige toilet der lå lige uden for var caféen kendt som et af de første steder, hvor man kunne komme som homoseksuel.
I dag er cafeen blevet et af de eneste steder i byen, hvor alle seksualiteters repræsentation er mere normen end undtagelsen.
Musikken vedholder en central placering. Blandt genrerne tæller cabaret, revy, vise eller jazzgenren. Blandt arrangementerne tæller JazZøndag.